# Guetaresia
Guetaresia is een geslacht van rechtvleugeligen uit de familie veldsprinkhanen (Acrididae). De wetenschappelijke naam van dit geslacht is voor het eerst geldig gepubliceerd in 1929 door Rehn.

## Soorten
Het geslacht Guetaresia  is monotypisch en omvat slechts de volgende soort:
- Guetaresia lankesteri (Rehn, 1929)